# پیتر کاتزنشتاین
پیتر کاتزنشتاین استاد مطالعات بین‌المللی در دانشگاه کرنل است. وی که به نوشته مجله فارن افرز یکی از محققان مشهور در روابط بین‌الملل می‌باشد، در حوزه نقش‌ها و هنجارهای آسیا (به خصوص ژاپن) و همچنین اروپا (به ویژه آلمان) در روابط بین‌الملل تخصص دارد. تمرکز اصلی مطالعات وی بر فرهنگ، دین، هویت و منطقه گرایی در نظام بین‌المللی است. وی همچنین به عنوان یکی از بنیان گذاران سازه انگاری در مطالعات روابط بین‌الملل محسوب می‌شود. کاتزنشتاین یکی از اعضای شورای روابط خارجی می‌باشد.

## پی‌نوشت‌ها
1. ↑  http://www.mehrnews.com/news/1051346/نظریه-تلفیقی-منتشر-می-شود
2. ↑  http://www.foreignaffairs.com/articles/139230/edited-by-peter-j-katzenstein-edited-by-peter-j-katzenstein/anglo-america-and-its-discontents-civilizational-ide